# Anna Wydra
Anna Wydra (* 1979) ist eine polnische Filmproduzentin.

## Leben
Anna Wydra studierte an der Wirtschaftsuniversität Szkoła Główna Handlowa w Warszawie in Warschau. Danach arbeitete sie für eine Werbeagentur, ein PR-Unternehmen und als Business Analyst für eine Bank.
Nachdem Wydra auf Nachfrage eines Freundes als Produktionsassistentin an einem Film mitgewirkt hatte, beschloss sie, in die Filmbranche zu wechseln. Über verschiedene Projekte stieg sie zur Produktionsmanagerin und schließlich Produzentin auf. Sie wirkte an über 40 Spiel- und Dokumentarfilmen mit. Von 2006 bis 2009 war sie Leiterin des Bereichs Produktion und 2010/2011 Tutorin eines Kurses für kreative Produktion an der Andrzej Wajda Master School of Film Directing in Warschau.
Ein Höhepunkt ihrer Karriere war die Produktion von Mauerhase (2009), einer deutsch-polnischen Dokumentation über das Schicksal der im Todesstreifen während der deutsch-deutschen Teilung lebenden Wildkaninchen. Diese Arbeit brachte ihr und Regisseur Bartosz Konopka bei der Oscarverleihung 2010 eine Nominierung für den Oscar in der Kategorie Bester Dokumentar-Kurzfilm ein. In der Kategorie Nationaler Wettbewerb des 49. Filmfestivals Krakau gewann der Film den Hauptpreis Goldener Lajkonik und Wydra den Produzentenpreis.
Wydra leitet das Warschauer Produktionsunternehmen Otter Films. Mit diesem produzierte sie unter anderem die Dokumentarfilme Deep Love (2013) von Jan P. Matuszyński und Kommunion (2016) von Anna Zamecka. Kommunion wurde beim Europäischen Filmpreis 2017 als Bester Dokumentarfilm ausgezeichnet. Zu Wydras Spielfilmproduktionen gehören Zud von Marta Minorowicz, der auf der Berlinale 2016 lief und Ayka von Sergei Dworzewoi, der bei den Internationalen Filmfestspielen von Cannes 2018 für die Goldene Palme nominiert war.
Anna Wydra ist Mitglied der Europäischen Filmakademie.

## Filmografie
- 2007: Ekipa (Kurzfilm)
- 2007: Gadjo (Kurzfilm)
- 2007: Jak to jest byc moja matka (Fernsehfilm)
- 2007: Aria diva (Kurzfilm)
- 2007: Z milosci
- 2008: PRL de Luxe (Kurzfilm)
- 2009: Na pólnoc od Kalabrii
- 2009: Hanoi-Warszawa (Kurzfilm)
- 2009: Beautiful Misunderstanding (Kurzfilm)
- 2009: Andrzej Wajda: Róbmy zdjecie!
- 2009: Mauerhase (Królik po berlińsku)
- 2009: Wera (Kurzfilm)
- 2010: Przyrzeczona (Kurzfilm)
- 2012: Losing Sonia
- 2013: Deep Love
- 2013: Sztuka znikania
- 2014: Six Degrees
- 2014: Domino Effekt
- 2016: Kommunion (Komunia)
- 2016: Zud
- 2017: Sans bruit, les figurants du désert
- 2018: Sword of God – Der letzte Kreuzzug (Krew Boga)
- 2018: Ayka
- 2019: Marek Edelman … Und es gab Liebe im Ghetto (Marek Edelman... I byla milosc w getcie)
- 2022: The Art of Remembering